# Verónica Vallejos
Verónica Isabel Vallejos Marchant (1967) es una bióloga marina e investigadora chilena. Desde abril de 2022 se desempeña como Secretaria Regional Ministerial de Ciencia, Tecnología, Conocimiento e Innovación en la Macrozona Austral.

## Educación y primeros años
Vallejos-Marchant nació y se crio en Santiago, Chile. Recibió su grado en Biología Marina de la Universidad de Valparaíso seguido de un magíster en Administración de Empresas con especialidad en Gestión Integrada de la Calidad, Seguridad y Medio Ambiente de la Universidad Viña del Mar.

## Vida pública

### Carrera profesional
Vallejos-Marchant se desempeñó como jefa de la Unidad de Concursos y Medioambiente en el Instituto Antártico Chileno (INACH) y delegada nacional ante el Comité de Protección del Ambiente del Sistema Tratado Antártico (CPA). Es considerada una pionera para las chilenas en la investigación antártica. Su primer viaje a Antártica fue en 1995  y ha ido 10 veces posteriormente. Trabaja para apoyar investigadores chilenos antárticos en colaboración internacional.

### Carrera política
El 6 de abril de 2022 es nombrada Secretaria Regional Ministerial de Ciencia, Tecnología, Conocimiento e Innovación de la Macrozona Austral por el presidente Gabriel Boric, transformándose en la segunda titular de la cartera desde su creación en 2019.